# Salmo 90
El salmo 90  es, según la numeración hebrea, el nonagésimo salmo del Libro de los salmos de la Biblia. Corresponde al salmo 89 según la numeración de la Biblia Septuaginta griega, empleada también en la Vulgata latina. Por este motivo, recogiendo la doble numeración, a este salmo también se le refiere como el salmo 90 (89).
Único entre los salmos, se le atribuye a Moisés, lo que lo convierte en el primer salmo escrito cronológicamente. El Salmo es bien conocido por su referencia a que la esperanza de vida humana es de 70 u 80 ("tres años y diez", o "si por razones de fuerza ... cuatro años" en la versión de la Biblia del Rey Jacobo), aunque el autor atribuido del Salmo, Moisés, vivió hasta 120 años, según la tradición bíblica.

## Libro IV: Salmos 90-106
La parte cuarta del libro de los Salmos comienza con una oración atribuida a Moisés (Salmo 90) y concluye con el Salmo 106, donde también se menciona a este profeta (cf. Sal 106,16.23.32). Moisés aparece además en otros salmos como el 99,6 y el 103,7, lo que permite pensar que esta sección fue concebida en la edición final como una "parte mosaica". Tal como ocurre con los Salmos 1 y 73, que introducen las partes I y III, el Salmo 90 abre esta sección con un enfoque sapiencial.
En cuanto a la autoría, la mayoría de los salmos de esta parte no tienen un autor identificado, salvo el 90, atribuido a Moisés; el 101 y el 103, a David; y el 102, a "un hombre afligido". La organización interna también puede interpretarse a partir del contenido. Por ejemplo, los primeros tres salmos (90-92) tienen un tono didáctico y destacan las obras del Señor. Luego sigue un bloque centrado en la realeza divina (Salmos 93-100). Finalmente, del Salmo 101 al 110, se puede identificar un conjunto que, enmarcado por referencias al rey, recuerda el éxodo y la entrada en la tierra prometida.
La doxología al final del Salmo 106 parece cumplir una función editorial, marcando el cierre de esta cuarta sección. Esta división en cinco partes probablemente se hizo para reflejar la estructura del Pentateuco, aunque no indique necesariamente una nueva serie temática a partir de allí.

## Análisis del salmo 90
- Considerado el primer salmo, es decir, por Moisés en su viaje desde la tierra de Egipto a la tierra de Canaán antes de 1408 a . C. Moisés compuso otros dos salmos en Éxodo capítulo 15 y Deuteronomio capítulo 32 . análisis
- Es un salmo de lamento donde las personas se quejan del juicio de Dios y del peso de la vida. análisis[3]

## Texto
La siguiente tabla muestra el texto en hebreo del salmo con vocales, junto con el texto en griego koiné en la Septuaginta y la traducción al español de la Biblia del Rey Jacobo. Tenga en cuenta que el significado puede diferir ligeramente entre estas versiones, ya que la Septuaginta y el texto masorético provienen de tradiciones textuales diferentes.  En la Septuaginta, este salmo está numerado como Salmo 89.
| #  | Hebreo                                                                            | Español | Griego |
| -- | --------------------------------------------------------------------------------- | --- | --- |
| 1  | תְּפִלָּה֮ לְמֹשֶׁ֢ה אִֽישׁ־הָאֱלֹ֫הִ֥ים אֲֽדֹנָ֗י מָע֣וֹן אַ֭תָּה הָיִ֥יתָ לָּ֗נוּ בְּדֹ֣ר וָדֹֽר׃                              | (Oración de Moisés, hombre de Dios.) Señor, tú has sido nuestro refugio en todas las generaciones.                                                                      | Προσευχὴ τοῦ Μωυσῆ ἀνθρώπου τοῦ Θεοῦ. - ΚΥΡΙΕ, καταφυγὴ ἐγενήθης ἡμῖν ἐν γενεᾷ καὶ γενεᾷ·                                                                                       |
| 2  | בְּטֶ֤רֶם ׀ הָ֘רִ֤ים יֻלָּ֗דוּ וַתְּח֣וֹלֵֽל אֶ֣רֶץ וְתֵבֵ֑ל וּֽמֵעוֹלָ֥ם עַד־ע֝וֹלָ֗ם אַתָּ֥ה אֵֽל׃                           | Antes de que nacieran las montañas, antes de que formaras la tierra y el mundo, desde la eternidad hasta la eternidad, tú eres Dios.                                    | πρὸ τοῦ ὄρη γενηθῆναι καὶ πλασθῆναι τὴν γῆν καὶ τὴν οἰκουμένην, καὶ ἀπὸ τοῦ αἰῶνος καὶ ἕως τοῦ αἰῶνος σὺ εἶ.                                                                    |
| 3  | תָּשֵׁ֣ב אֱ֭נוֹשׁ עַד־דַּכָּ֑א וַ֝תֹּ֗אמֶר שׁ֣וּבוּ בְנֵֽי־אָדָֽם׃                                               | Tú vuelves al hombre a la destrucción, y dices: «Volved, hijos de los hombres».                                                                                         | μὴ ἀποστρέψῃς ἄνθρωπον εἰς ταπείνωσιν· καὶ εἶπας· ἐπιστρέψατε υἱοὶ τῶν ἀνθρώπων.                                                                                                |
| 4  | כִּ֤י אֶ֪לֶף שָׁנִ֡ים בְּֽעֵינֶ֗יךָ כְּי֣וֹם אֶ֭תְמוֹל כִּ֣י יַֽעֲבֹ֑ר וְאַשְׁמוּרָ֥ה בַלָּֽיְלָה׃                              | Porque mil años son ante tus ojos como el día de ayer, cuando se acaba, y como una vigilia en la noche.                                                                 | ὅτι χίλια ἔτη ἐν ὀφθαλμοῖς σου ὡς ἡμέρα ἡ ἐχθές, ἥτις διῆλθε, καὶ φυλακὴ ἐν νυκτί.                                                                                              |
| 5  | זְ֭רַמְתָּם שֵׁנָ֣ה יִהְי֑וּ בַּ֝בֹּ֗קֶר כֶּחָצִ֥יר יַחֲלֹֽף׃                                                   | Tú los llevas como con una inundación; son como un sueño: por la mañana son como la hierba que crece.                                                                   | τὰ ἐξουδενώματα αὐτῶν ἔτη ἔσονται. τὸ πρωΐ ὡσεὶ χλόη παρέλθοι, |
| 6  | בַּ֭בֹּקֶר יָצִ֣יץ וְחָלָ֑ף לָ֝עֶ֗רֶב יְמוֹלֵ֥ל וְיָבֵֽשׁ׃                                                   | Por la mañana florece y crece; por la tarde es cortado y se seca. | τὸ πρωΐ ἀνθήσαι καὶ παρέλθοι, τὸ ἑσπέρας ἀποπέσοι, σκληρυνθείη καὶ ξηρανθείη.                                                                                                   |
| 7  | כִּֽי־כָלִ֥ינוּ בְאַפֶּ֑ךָ וּֽבַחֲמָתְךָ֥ נִבְהָֽלְנוּ׃                                                      | Porque somos consumidos por tu ira, y por tu furor estamos turbados. | ὅτι ἐξελίπομεν ἐν τῇ ὀργῇ σου καὶ ἐν τῷ θυμῷ σου ἐταράχθημεν. |
| 8  | שַׁתָּ֣ עֲוֺנֹתֵ֣ינוּ לְנֶגְדֶּ֑ךָ עֲ֝לֻמֵ֗נוּ לִמְא֥וֹר פָּנֶֽיךָ׃                                                | Tú has puesto nuestras iniquidades delante de ti, nuestros pecados secretos a la luz de tu rostro.                                                                      | ἔθου τὰς ἀνομίας ἡμῶν ἐναντίον σου· αἰὼν ἡμῶν εἰς φωτισμὸν τοῦ προσώπου σου. |
| 9  | כִּ֣י כׇל־יָ֭מֵינוּ פָּנ֣וּ בְעֶבְרָתֶ֑ךָ כִּלִּ֖ינוּ שָׁנֵ֣ינוּ כְמוֹ־הֶֽגֶה׃                                       | Porque todos nuestros días han pasado bajo tu ira; nuestros años son como un cuento que se cuenta.                                                                      | ὅτι πᾶσαι αἱ ἡμέραι ἡμῶν ἐξέλιπον, καὶ ἐν τῇ ὀργῇ σου ἐξελίπομεν· τὰ ἔτη ἡμῶν ὡσεὶ ἀράχνη ἐμελέτων.                                                                             |
| 10 | יְמֵֽי־שְׁנוֹתֵ֨ינוּ בָהֶ֥ם שִׁבְעִ֪ים שָׁנָ֡ה וְאִ֤ם בִּגְבוּרֹ֨ת ׀ שְׁמ֘וֹנִ֤ים שָׁנָ֗ה וְ֭רׇהְבָּם עָמָ֣ל וָאָ֑וֶן כִּי־גָ֥ז חִ֝֗ישׁ וַנָּעֻֽפָה׃ | Los días de nuestros años son setenta años; y si por razón de la fuerza son ochenta años, sin embargo, su fuerza es trabajo y dolor; porque pronto se corta, y volamos. | αἱ ἡμέραι τῶν ἐτῶν ἡμῶν ἐν αὐτοῖς ἑβδομήκοντα ἔτη, ἐὰν δὲ ἐν δυναστείαις, ὀγδοήκοντα ἔτη, καὶ τὸ πλεῖον αὐτῶν κόπος καὶ πόνος· ὅτι ἐπῆλθε πρᾳότης ἐφ᾿ ἡμᾶς, καὶ παιδευθησόμεθα. |
| 11 | מִֽי־י֭וֹדֵעַ עֹ֣ז אַפֶּ֑ךָ וּ֝כְיִרְאָתְךָ֗ עֶבְרָתֶֽךָ׃                                                     | ¿Quién conoce el poder de tu ira? Según tu temor, así es tu ira. | τίς γινώσκει τὸ κράτος τῆς ὀργῆς σου καὶ ἀπὸ τοῦ φόβου σου τὸν θυμόν σου ἐξαριθμήσασθαι;                                                                                        |
| 12 | לִמְנ֣וֹת יָ֭מֵינוּ כֵּ֣ן הוֹדַ֑ע וְ֝נָבִ֗א לְבַ֣ב חׇכְמָֽה׃                                                | Enséñanos a contar nuestros días, para que nuestro corazón alcance sabiduría.                                                                                           | τὴν δεξιάν σου οὕτω γνώρισόν μοι καὶ τοὺς πεπαιδευμένους τῇ καρδίᾳ ἐν σοφίᾳ. |
| 13 | שׁוּבָ֣ה יְ֭הֹוָה עַד־מָתָ֑י וְ֝הִנָּחֵ֗ם עַל־עֲבָדֶֽיךָ׃                                                  | Vuelve, oh Señor, ¿hasta cuándo? Y ten piedad de tus siervos. | ἐπίστρεψον, Κύριε· ἕως πότε; καὶ παρακλήθητι ἐπὶ τοῖς δούλοις σου. |
| 14 | שַׂבְּעֵ֣נוּ בַבֹּ֣קֶר חַסְדֶּ֑ךָ וּֽנְרַנְּנָ֥ה וְ֝נִשְׂמְחָ֗ה בְּכׇל־יָמֵֽינוּ׃                                          | Sácianos por la mañana con tu misericordia, para que nos regocijemos y nos alegremos todos nuestros días.                                                               | ἐνεπλήσθημεν τὸ πρωΐ τοῦ ἐλέους σου, Κύριε, καὶ ἠγαλλιασάμεθα καὶ εὐφράνθημεν ἐν πάσαις ταῖς ἡμέραις ἡμῶν· εὐφρανθείημεν                                                        |
| 15 | שַׂ֭מְּחֵנוּ כִּימ֣וֹת עִנִּיתָ֑נוּ שְׁ֝נ֗וֹת רָאִ֥ינוּ רָעָֽה׃                                                | Alégranos según los días en que nos has afligido, y según los años en que hemos visto el mal.                                                                           | ἀνθ᾿ ὧν ἡμερῶν ἐταπείνωσας ἡμᾶς, ἐτῶν, ὧν εἴδομεν κακά. |
| 16 | יֵרָאֶ֣ה אֶל־עֲבָדֶ֣יךָ פׇעֳלֶ֑ךָ וַ֝הֲדָרְךָ֗ עַל־בְּנֵיהֶֽם׃                                                | Muéstrales a tus siervos tus obras, y a sus hijos tu gloria. | καὶ ἴδε ἐπὶ τοὺς δούλους σου καὶ ἐπὶ τὰ ἔργα σου καὶ ὁδήγησον τοὺς υἱοὺς αὐτῶν,                                                                                                 |
| 17 | וִיהִ֤י ׀ נֹ֤עַם אֲדֹנָ֥י אֱלֹהֵ֗ינוּ עָ֫לֵ֥ינוּ וּמַעֲשֵׂ֣ה יָ֭דֵינוּ כּוֹנְנָ֥ה עָלֵ֑ינוּ וּֽמַעֲשֵׂ֥ה יָ֝דֵ֗ינוּ כּוֹנְנֵֽהוּ׃          | Y sea la belleza del Señor nuestro Dios sobre nosotros; y confirma sobre nosotros la obra de nuestras manos; sí, confirma la obra de nuestras manos.                    | καὶ ἔστω ἡ λαμπρότης Κυρίου τοῦ Θεοῦ ἡμῶν ἐφ᾿ ἡμᾶς, καὶ τὰ ἔργα τῶν χειρῶν ἡμῶν κατεύθυνον ἐφ᾿ ἡμᾶς καὶ τὸ ἔργον τῶν χειρῶν ἡμῶν κατεύθυνον.                                    |

## Estructura
Consta de 4 partes: 
- Salmo 90: 1-2 = Confianza en una vida segura cerca de Dios
- Salmo 90: 3-6 = Quejas sobre la gravedad de las cargas de la vida.
- Salmo 90: 7-12 = Quejas sobre el juicio de Dios sobre su pueblo
- Salmo 90: 13-17 = Oración por la recuperación.[7]

### Párrafo 1
Esta oración, que Moisés consideró compuesta, podría haber sido escrita durante 40 años cuando Dios hizo que Israel vagara en el desierto como castigo por su infidelidad ( Deuteronomio 8:15 ). Un ejército de israelitas desobedientes ha estado muerto todo este tiempo (compárese con Salmo 90: 7-11 ; vea Números 14: 22-33 ). Después de reconocer todas sus transgresiones y el castigo de Dios, Moisés oró por la restauración de las bendiciones y bendiciones de Dios.

### Párrafo 2
Antes de que nacieran las montañas, y la tierra y el mundo fueran engendrados, incluso por los siglos de los siglos, Tú eres Dios.
- Esta frase "desde la eternidad hasta la eternidad" se refiere a la existencia eterna de Dios, sin principio ni fin.
- 1) "Por siempre y para siempre" (Hebreos: םולם olam ) no tiene que significar que Dios está más allá del tiempo, sino que señala Su duración infinita en el tiempo (compárese con Salmo 48:15; Génesis 21:33; Job 10 : 5; 36:27 ). La Biblia no enseña que Dios está en un presente eterno donde no hay pasado ni futuro.
- 2) Las Escrituras que fortalecen la eternidad de Dios lo expresan en términos de continuidad y no de tiempo ilimitado. Dios conoce el pasado como pasado, el presente como presente y el futuro como futuro.[9]

## Comentarios

### De la Iglesia católica

#### A todo el salmo
Al igual que en el salmo anterior, el autor no alcanza a comprender plenamente la acción divina, pero aún así eleva su súplica al Señor. Este es el único salmo atribuido directamente a Moisés, posiblemente por la alusión a la creación del hombre a partir del polvo. El salmo inicia con una afirmación de confianza, recordando cómo Dios ha sido refugio desde tiempos antiguos y exaltando su eternidad (vv. 1-2).   Luego contrasta esa eternidad divina con la fragilidad humana, lamentando la brevedad de la vida (vv. 3-6) y las penas que acompañan la existencia humana como consecuencia del juicio divino (vv. 7-10). En medio de esta reflexión, el salmista pide sabiduría para entender esta realidad (vv. 11-12) y suplica al Señor que intervenga con compasión, trayendo consuelo y bendición (vv. 13-17).
La enseñanza central de este salmo —la eternidad de Dios frente a la transitoriedad del ser humano— ofrece una clave importante para interpretar la acción divina no solo en la historia del pueblo de Israel, sino también en la economía de la salvación inaugurada con Cristo y en espera de su retorno glorioso.

#### A los versículos 1-10
El Dios que ha protegido a su pueblo a lo largo del tiempo es el mismo Dios eterno, creador de todo cuanto existe. El salmo pone el foco en la condición del ser humano, formado del polvo de la tierra (cf. Gn 3,19), y cuya vida es breve y frágil (vv. 5-6). Incluso si el hombre alcanzara mil años, una cifra simbólica que representa una duración excepcional, su existencia seguiría siendo insignificante frente a la eternidad divina (v. 4). Este versículo se cita en la Segunda epístola de Pedro (2 P 3,8-9) para ofrecer una perspectiva cristiana sobre la espera de la segunda venida de Cristo: el aparente retraso en el cumplimiento de la promesa no es olvido, sino expresión de la paciencia divina, que desea la conversión de todos y no la condenación de nadie.
El salmo también reconoce que las penas que marcan la vida humana son consecuencia del pecado, incluso cuando este se comete sin plena conciencia (cf. Lv 4,1), subrayando así la relación entre la fragilidad humana y la justicia de Dios.

#### A los versículos 11-17
La sabiduría necesaria para entender la brevedad de la vida y las dificultades que la acompañan sólo puede provenir de Dios. Por eso, el salmista la suplica como un don. Esta sabiduría permite reconocer la realidad de la existencia humana a la luz de la eternidad divina y asumirla con humildad. Para quien cree sinceramente, esta comprensión no lleva a la desesperanza, sino a una vida vivida con sentido, apertura al perdón y espera confiada en la acción de Dios.

no existen fechas malas o inoportunas: todos los días son buenos, para servir a Dios. Sólo surgen las malas jornadas cuando el hombre las malogra con su ausencia de fe, con su pereza, con su desidia que le inclina a no trabajar con Dios, por Dios. ¡Alabaré al Señor, en cualquier ocasión! (Sal 34,2). El tiempo es un tesoro que se va, que se escapa, que discurre por nuestras manos como el agua por las peñas altas. Ayer pasó, y el hoy está pasando. Mañana será pronto otro ayer. La duración de una vida es muy corta. Pero, ¡cuánto puede realizarse en este pequeño espacio, por amor de Dios!.

## Usos

### Judaísmo
- Se recita durante el Pesukei Dezimra durante Sabbat, Festividades judías y Hoshaná Rabá .
- Se recita en Shabat Nachamu (el Sabbat después de Tisha B'Av ) en algunas tradiciones.
- El versículo 17 se recita después de Motzei Shabbat Arvit  y el primer párrafo del Shemá Israel durante las oraciones antes de acostarse .
- El Salmo 90 es uno de los diez salmos del Tikkun HaKlali del Rebe Najman de Breslav.[14]

### Nuevo Testamento
- El versículo 4 se cita en 2 Pedro 3: 8

### Iglesia católica
Este salmo se reza en la hora de laudes de la Liturgia de las horas los lunes  de la cuarta semana. Para facilitar la comprensión se le asigna a cada salmo un título en rojo (rúbrica) que no forma parte del salmo. El título del Salmo 90 es Baje a nosotros la bondad del Señor.

### Cristianismo
- El himno Oh Dios, nuestra ayuda en épocas pasadas es una versión lírica del Salmo 90 escrita por Isaac Watts .